# جایی برای پنهان شدن نیست (فیلم ۱۹۹۳)
جایی برای پنهان شدن نیست (به انگلیسی: No Place to Hide) فیلمی محصول سال ۱۹۹۳ و به کارگردانی ریچارد دانوس است. در این فیلم بازیگرانی همچون کریس کریستوفرسون، درو بریمور، مارتین لاندو، او.جی. سیمپسون، دی یونگ، کین هادر و لیلیان شوان ایفای نقش کرده‌اند.